# Mutisianthol
Mutisianthol es un compuesto químico que se encuentra en Mutisia homoeantha. Fue aislado por primera vez por Bohlmann et al. en 1979. 